# Portada/article febrer 25

## Monopoli
Un monopoli (del grec μόνος monos un, i πωλεῖν pōlein vendre) és una situació de privilegi legal o fallida de mercat en la qual, per a una indústria que té un producte, un bé, un recurs o un servei determinat i diferenciat, hi ha un productor (monopolista) oferent que té un gran poder de mercat i és l'únic de la indústria que el posseeix. Mentre que en el mercat competitiu els consumidors i els productors són preu-acceptants –ja que el preu ve fixat únicament per l'oferta i la demanda–, en el monopoli l'oferent monopolista pot fixar el preu utilitzant el seu poder de mercat.